# Lijst van Italiaanse ministers van Buitenlandse Zaken

## Ministers van Buitenlandse Zaken van Italië (1944–heden)
| Minister van Buitenlandse Zaken | Minister van Buitenlandse Zaken | Minister van Buitenlandse Zaken   | Ambtstermijn                 | Ambtstermijn      | Partij(en)      | Premier(s)                       | Kabinet(en)    |
| ------------------------------- | ------------------------------- | --------------------------------- | ---------------------------- | ----------------- | --------------- | -------------------------------- | -------------- |
|                                 | Alcide De Gasperi               | Alcide De Gasperi (1881–1954)     | 12 december 1944             | 18 oktober 1946   | DC              | Alcide De Gasperi (1945–1953)    | De Gasperi II  |
|                                 | Pietro Nenni                    | Pietro Nenni (1891–1980)          | 18 oktober 1946              | 2 februari 1947   | PSI             | Alcide De Gasperi (1945–1953)    | De Gasperi II  |
|                                 | Carlo Sforza                    | Carlo Sforza (1872–1952)          | 2 februari 1947              | 20 juli 1951      | O               | Alcide De Gasperi (1945–1953)    | De Gasperi III |
| De Gasperi IV                   | Carlo Sforza                    | Carlo Sforza (1872–1952)          | 2 februari 1947              | 20 juli 1951      | O               | Alcide De Gasperi (1945–1953)    |                |
| De Gasperi V                    | Carlo Sforza                    | Carlo Sforza (1872–1952)          | 2 februari 1947              | 20 juli 1951      | O               | Alcide De Gasperi (1945–1953)    |                |
| De Gasperi VI                   | Carlo Sforza                    | Carlo Sforza (1872–1952)          | 2 februari 1947              | 20 juli 1951      | O               | Alcide De Gasperi (1945–1953)    |                |
|                                 | Alcide De Gasperi               | Alcide De Gasperi (1881–1954)     | 20 juli 1951                 | 17 augustus 1953  | DC              | Alcide De Gasperi (1945–1953)    | De Gasperi VII |
| De Gasperi VIII                 | Alcide De Gasperi               | Alcide De Gasperi (1881–1954)     | 20 juli 1951                 | 17 augustus 1953  | DC              | Alcide De Gasperi (1945–1953)    |                |
|                                 | Giuseppe Pella                  | Giuseppe Pella (1902–1981)        | 17 augustus 1953             | 18 januari 1954   | DC              | Giuseppe Pella (1953–1954)       | Pella          |
|                                 | Attilio Piccioni                | Attilio Piccioni (1892–1976)      | 18 januari 1954              | 16 september 1954 | DC              | Amintore Fanfani (1954)          | Fanfani I      |
| Mario Scelba (1957–1955)        | Attilio Piccioni                | Attilio Piccioni (1892–1976)      | 18 januari 1954              | 16 september 1954 | DC              | Scelba                           |                |
| Mario Scelba (1957–1955)        |                                 | Gaetano Martino                   | Gaetano Martino (1900–1967)  | 16 september 1954 | 20 mei 1957     | Scelba                           | PLI            |
| PLI                             | Antonio Segni (1955–1957)       | Gaetano Martino                   | Gaetano Martino (1900–1967)  | 16 september 1954 | 20 mei 1957     | Segni I                          |                |
|                                 | Giuseppe Pella                  | Giuseppe Pella (1902–1981)        | 20 mei 1957                  | 1 juli 1958       | DC              | Adone Zoli (1957–1958)           | Zoli           |
|                                 | Antonio Segni                   | Antonio Segni (1891–1972)         | 1 juli 1958                  | 15 februari 1959  | DC              | Amintore Fanfani (1958–1959)     | Fanfani II     |
|                                 | Giuseppe Pella                  | Giuseppe Pella (1902–1981)        | 15 februari 1959             | 25 maart 1960     | DC              | Antonio Segni (1959–1960)        | Segni II       |
|                                 | Antonio Segni                   | Antonio Segni (1891–1972)         | 25 maart 1960                | 6 mei 1962        | DC              | Fernando Tambroni (1960)         | Tambroni       |
| Amintore Fanfani (1960–1963)    | Antonio Segni                   | Antonio Segni (1891–1972)         | 25 maart 1960                | 6 mei 1962        | DC              | Fanfani III                      |                |
| Amintore Fanfani (1960–1963)    | Antonio Segni                   | Antonio Segni (1891–1972)         | 25 maart 1960                | 6 mei 1962        | DC              | Fanfani IV                       |                |
| Amintore Fanfani (1960–1963)    |                                 | Amintore Fanfani                  | Amintore Fanfani (1908–1999) | 6 mei 1962        | 29 mei 1962     | Fanfani IV                       | DC             |
| Amintore Fanfani (1960–1963)    |                                 | Attilio Piccioni                  | Attilio Piccioni (1892–1976) | 29 mei 1962       | 5 december 1963 | Fanfani IV                       | DC             |
| DC                              | Giovanni Leone (1963)           | Attilio Piccioni                  | Attilio Piccioni (1892–1976) | 29 mei 1962       | 5 december 1963 | Leone I                          |                |
|                                 | Giuseppe Saragat                | Giuseppe Saragat (1898–1988)      | 5 december 1963              | 28 december 1964  | PSDI            | Aldo Moro (1963–1968)            | Moro I         |
| Moro II                         | Giuseppe Saragat                | Giuseppe Saragat (1898–1988)      | 5 december 1963              | 28 december 1964  | PSDI            | Aldo Moro (1963–1968)            |                |
|                                 | Aldo Moro                       | Aldo Moro (1916–1978)             | 28 december 1964             | 5 maart 1965      | DC              | Aldo Moro (1963–1968)            |                |
|                                 | Amintore Fanfani                | Amintore Fanfani (1908–1999)      | 5 maart 1965                 | 30 december 1965  | DC              | Aldo Moro (1963–1968)            |                |
|                                 | Aldo Moro                       | Aldo Moro (1916–1978)             | 30 december 1965             | 24 februari 1966  | DC              | Aldo Moro (1963–1968)            |                |
|                                 | Amintore Fanfani                | Amintore Fanfani (1908–1999)      | 24 februari 1966             | 24 juni 1968      | DC              | Aldo Moro (1963–1968)            | Moro III       |
|                                 | Giuseppe Medici                 | Giuseppe Medici (1907–2000)       | 24 juni 1968                 | 12 december 1968  | DC              | Giovanni Leone (1968)            | Leone II       |
|                                 | Pietro Nenni                    | Pietro Nenni (1891–1980)          | 12 december 1968             | 6 augustus 1969   | PSI             | Mariano Rumor (1968–1970)        | Rumor I        |
|                                 | Aldo Moro                       | Aldo Moro (1916–1978)             | 6 augustus 1969              | 26 juni 1972      | DC              | Mariano Rumor (1968–1970)        | Rumor II       |
| Rumor III                       | Aldo Moro                       | Aldo Moro (1916–1978)             | 6 augustus 1969              | 26 juni 1972      | DC              | Mariano Rumor (1968–1970)        |                |
| Emilio Colombo (1970–1972)      | Aldo Moro                       | Aldo Moro (1916–1978)             | 6 augustus 1969              | 26 juni 1972      | DC              | Colombo                          |                |
| Giulio Andreotti (1972–1973)    | Aldo Moro                       | Aldo Moro (1916–1978)             | 6 augustus 1969              | 26 juni 1972      | DC              | Andreotti I                      |                |
| Giulio Andreotti (1972–1973)    |                                 | Giuseppe Medici                   | Giuseppe Medici (1907–2000)  | 26 juni 1972      | 7 juli 1973     | DC                               | Andreotti II   |
|                                 | Aldo Moro                       | Aldo Moro (1916–1978)             | 7 juli 1973                  | 24 november 1974  | DC              | Mariano Rumor (1973–1974)        | Rumor IV       |
| Rumor V                         | Aldo Moro                       | Aldo Moro (1916–1978)             | 7 juli 1973                  | 24 november 1974  | DC              | Mariano Rumor (1973–1974)        |                |
|                                 | Mariano Rumor                   | Mariano Rumor (1915–1990)         | 24 november 1974             | 30 juli 1976      | DC              | Aldo Moro (1974–1976)            | Moro IV        |
| Moro V                          | Mariano Rumor                   | Mariano Rumor (1915–1990)         | 24 november 1974             | 30 juli 1976      | DC              | Aldo Moro (1974–1976)            |                |
|                                 | Arnaldo Forlani                 | Arnaldo Forlani (1925)            | 30 juli 1976                 | 4 augustus 1979   | DC              | Giulio Andreotti (1976–1979)     | Andreotti III  |
| Andreotti IV                    | Arnaldo Forlani                 | Arnaldo Forlani (1925)            | 30 juli 1976                 | 4 augustus 1979   | DC              | Giulio Andreotti (1976–1979)     |                |
| Andreotti V                     | Arnaldo Forlani                 | Arnaldo Forlani (1925)            | 30 juli 1976                 | 4 augustus 1979   | DC              | Giulio Andreotti (1976–1979)     |                |
|                                 | Franco Maria Malfatti           | Franco Maria Malfatti (1927–1991) | 4 augustus 1979              | 15 januari 1980   | DC              | Francesco Cossiga (1979–1980)    | Cossiga I      |
|                                 | Attilio Ruffini                 | Attilio Ruffini (1925–2011)       | 15 januari 1980              | 4 april 1980      | DC              | Francesco Cossiga (1979–1980)    | Cossiga I      |
|                                 | Emilio Colombo                  | Emilio Colombo (1920–2013)        | 4 april 1980                 | 4 augustus 1983   | DC              | Francesco Cossiga (1979–1980)    | Cossiga II     |
| Arnaldo Forlani (1979–1980)     | Emilio Colombo                  | Emilio Colombo (1920–2013)        | 4 april 1980                 | 4 augustus 1983   | DC              | Forlani                          |                |
| Giovanni Spadolini (1981–1982)  | Emilio Colombo                  | Emilio Colombo (1920–2013)        | 4 april 1980                 | 4 augustus 1983   | DC              | Spadolini I                      |                |
| Giovanni Spadolini (1981–1982)  | Emilio Colombo                  | Emilio Colombo (1920–2013)        | 4 april 1980                 | 4 augustus 1983   | DC              | Spadolini II                     |                |
| Amintore Fanfani (1982–1983)    | Emilio Colombo                  | Emilio Colombo (1920–2013)        | 4 april 1980                 | 4 augustus 1983   | DC              | Fanfani V                        |                |
|                                 | Giulio Andreotti                | Giulio Andreotti (1919–2013)      | 4 augustus 1983              | 22 juli 1989      | DC              | Bettino Craxi (1983–1987)        | Craxi I        |
| Craxi II                        | Giulio Andreotti                | Giulio Andreotti (1919–2013)      | 4 augustus 1983              | 22 juli 1989      | DC              | Bettino Craxi (1983–1987)        |                |
| Amintore Fanfani (1987)         | Giulio Andreotti                | Giulio Andreotti (1919–2013)      | 4 augustus 1983              | 22 juli 1989      | DC              | Fanfani VI                       |                |
| Giovanni Goria (1987–1988)      | Giulio Andreotti                | Giulio Andreotti (1919–2013)      | 4 augustus 1983              | 22 juli 1989      | DC              | Goria                            |                |
| Ciriaco De Mita (1988–1989)     | Giulio Andreotti                | Giulio Andreotti (1919–2013)      | 4 augustus 1983              | 22 juli 1989      | DC              | De Mita                          |                |
|                                 | Gianni De Michelis              | Gianni De Michelis (1940–2019)    | 22 juli 1989                 | 28 juni 1992      | PSI             | Giulio Andreotti (1989–1992)     | Andreotti VI   |
| Andreotti VII                   | Gianni De Michelis              | Gianni De Michelis (1940–2019)    | 22 juli 1989                 | 28 juni 1992      | PSI             | Giulio Andreotti (1989–1992)     |                |
|                                 | Vincenzo Scotti                 | Vincenzo Scotti (1933)            | 28 juni 1992                 | 29 juli 1992      | DC              | Giuliano Amato (1992–1993)       | Amato I        |
|                                 | Giuliano Amato                  | Giuliano Amato (1938)             | 29 juli 1992                 | 1 augustus 1992   | PSI             | Giuliano Amato (1992–1993)       | Amato I        |
|                                 | Emilio Colombo                  | Emilio Colombo (1920–2013)        | 1 augustus 1992              | 28 april 1993     | DC              | Giuliano Amato (1992–1993)       | Amato I        |
|                                 | Beniamino Andreatta             | Beniamino Andreatta (1928–2007)   | 28 april 1993                | 20 april 1994     | DC (1993–94)    | Carlo Azeglio Ciampi (1993–1994) | Ciampi         |
| PPI (1994)                      | Beniamino Andreatta             | Beniamino Andreatta (1928–2007)   | 28 april 1993                | 20 april 1994     |                 | Carlo Azeglio Ciampi (1993–1994) | Ciampi         |
|                                 | Leopoldo Elia                   | Leopoldo Elia (1925–2008)         | 20 april 1994                | 10 mei 1994       | PPI             | Carlo Azeglio Ciampi (1993–1994) | Ciampi         |
|                                 | Antonio Martino                 | Antonio Martino (1942–2022)       | 10 mei 1994                  | 17 januari 1995   | FI              | Silvio Berlusconi (1994–1995)    | Berlusconi I   |
|                                 | Susanna Agnelli                 | Susanna Agnelli (1922–2009)       | 17 januari 1995              | 17 mei 1996       | O               | Lamberto Dini (1995–1996)        | Dini           |
|                                 | Lamberto Dini                   | Lamberto Dini (1931)              | 17 mei 1996                  | 5 juni 2001       | RI              | Romano Prodi (1996–1998)         | Prodi I        |
| Massimo D'Alema (1998–2000)     | Lamberto Dini                   | Lamberto Dini (1931)              | 17 mei 1996                  | 5 juni 2001       | RI              | D'Alema I                        |                |
| Massimo D'Alema (1998–2000)     | Lamberto Dini                   | Lamberto Dini (1931)              | 17 mei 1996                  | 5 juni 2001       | RI              | D'Alema II                       |                |
| Giuliano Amato (2000–2001)      | Lamberto Dini                   | Lamberto Dini (1931)              | 17 mei 1996                  | 5 juni 2001       | RI              | Amato II                         |                |
| Giuliano Amato (2000–2001)      |                                 | Giuliano Amato                    | Giuliano Amato (1938)        | 5 juni 2001       | 11 juni 2001    | Amato II                         | O              |
|                                 | Renato Ruggiero                 | Renato Ruggiero (1930–2013)       | 11 juni 2001                 | 6 januari 2002    | O               | Silvio Berlusconi (2001–2006)    | Berlusconi II  |
|                                 | Silvio Berlusconi               | Silvio Berlusconi (1936–2023)     | 6 januari 2002               | 14 juni 2002      | FI              | Silvio Berlusconi (2001–2006)    | Berlusconi II  |
|                                 | Franco Frattini                 | Franco Frattini (1957–2022)       | 14 juni 2002                 | 18 november 2004  | FI              | Silvio Berlusconi (2001–2006)    | Berlusconi II  |
|                                 | Gianfranco Fini                 | Gianfranco Fini (1952)            | 18 november 2004             | 17 mei 2006       | AN              | Silvio Berlusconi (2001–2006)    | Berlusconi II  |
| AN                              | Gianfranco Fini                 | Gianfranco Fini (1952)            | 18 november 2004             | 17 mei 2006       | Berlusconi III  | Silvio Berlusconi (2001–2006)    |                |
|                                 | Massimo D'Alema                 | Massimo D'Alema (1949)            | 17 mei 2006                  | 8 mei 2008        | DS (2006–07)    | Romano Prodi (2006–2008)         | Prodi II       |
|                                 | Massimo D'Alema                 | Massimo D'Alema (1949)            | 17 mei 2006                  | 8 mei 2008        | DP (2007–08)    | Romano Prodi (2006–2008)         | Prodi II       |
|                                 | Franco Frattini                 | Franco Frattini (1957–2022)       | 8 mei 2008                   | 16 november 2011  | PdL             | Silvio Berlusconi (2008–2011)    | Berlusconi IV  |
|                                 | Giulio Terzi di Sant'Agata      | Giulio Terzi di Sant'Agata (1946) | 16 november 2011             | 26 maart 2013     | O               | Mario Monti (2011–2013)          | Monti          |
|                                 | Mario Monti                     | Mario Monti (1943)                | 26 maart 2013                | 28 april 2013     | O               | Mario Monti (2011–2013)          | Monti          |
|                                 | Emma Bonino                     | Emma Bonino (1948)                | 28 april 2013                | 22 februari 2014  | RI              | Enrico Letta (2013–2014)         | Letta          |
|                                 | Federica Mogherini              | Federica Mogherini (1973)         | 22 februari 2014             | 31 oktober 2014   | DP              | Matteo Renzi (2014–2016)         | Renzi          |
|                                 | Paolo Gentiloni                 | Paolo Gentiloni (1954)            | 31 oktober 2014              | 12 december 2016  | DP              | Matteo Renzi (2014–2016)         | Renzi          |
|                                 | Angelino Alfano                 | Angelino Alfano (1970)            | 12 december 2016             | 1 juni 2018       | NCD (2016–17)   | Paolo Gentiloni (2016–2018)      | Gentiloni      |
| AP (2017–18)                    | Angelino Alfano                 | Angelino Alfano (1970)            | 12 december 2016             | 1 juni 2018       |                 | Paolo Gentiloni (2016–2018)      | Gentiloni      |
|                                 | Enzo Moavero Milanesi           | Enzo Moavero Milanesi (1954)      | 1 juni 2018                  | 5 september 2019  | O               | Giuseppe Conte (2018–2021)       | Conte I        |
|                                 | Luigi Di Maio                   | Luigi Di Maio (1986)              | 5 september 2019             | 22 oktober 2022   | M5S (2019–22)   | Giuseppe Conte (2018–2021)       | Conte II       |
| Mario Draghi (2021–2022)        | Luigi Di Maio                   | Luigi Di Maio (1986)              | 5 september 2019             | 22 oktober 2022   | M5S (2019–22)   | Draghi                           |                |
| Mario Draghi (2021–2022)        | Luigi Di Maio                   | Luigi Di Maio (1986)              | 5 september 2019             | 22 oktober 2022   | IpF (2022)      | Draghi                           |                |
|                                 | Antonio Tajani                  | Antonio Tajani (1953)             | 22 oktober 2022              | heden             | FI              | Giorgia Meloni (sinds 2022)      | Meloni         |